# Selection Sixteen
Selection Sixteen è un album discografico del musicista gallese Squarepusher, pubblicato nel 1999 dalla Warp Records.

## Tracce
1. The 'Eye – 2:17
2. Square Rave – 3:01
3. Time Borb – 1:03
4. Dedicated Loop – 3:47
5. Tomorrow World – 4:56
6. Cool Veil – 0:32
7. Schizm Track #1 – 5:07
8. Freeway – 1:37
9. Snake Pass – 3:30
10. Yo – 0:28
11. Mind Rubbers – 4:05
12. Tesko – 0:20
13. Acid Tape Track – 3:53